# سوننو جوئی

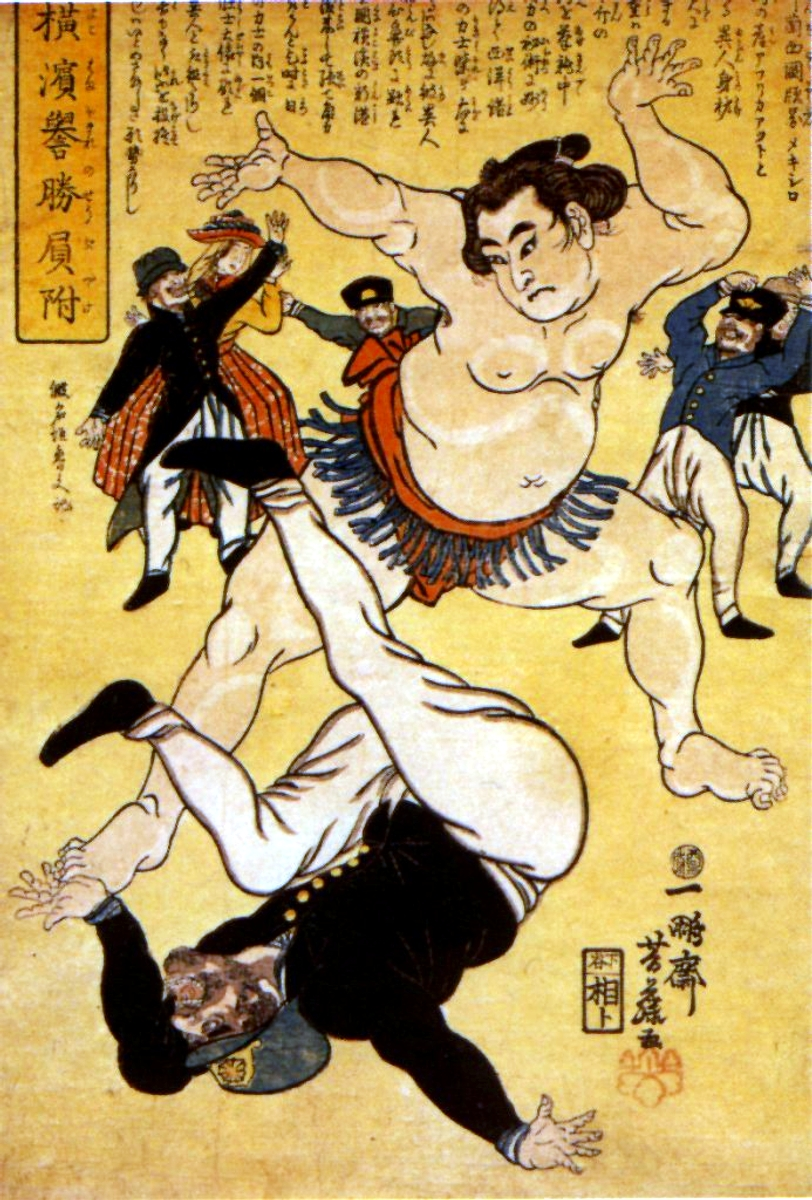
طرحی نقاشی شده در سال ۱۸۶۱ که در آن تمایل به اخراج به اجنبی یا Jōi 攘夷 به چشم می‌خورد.

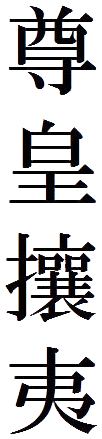
حرمت‌گزاری به امپراتور، اخراج اجنبی!.

سون‌نُو جوئی (به ژاپنی: 尊皇攘夷 Sonnō jōi) به معنی حرمت‌گزاری به امپراتور، اخراج اجنبی نوعی فلسفه سیاسی و جنبش اجتماعی برخاسته از آئین نئوکنفوسیانیسم بود که به شکل شعار تبلیغاتی و سیاسی در دههٔ ۱۸۵۰ و ۱۸۶۰ در طی باکوماتسو، دوران پایانی شوگون‌سالاری توکوگاوا در ژاپن رایج شد.

## فلسفه
منشأ فلسفه مورد استفاده در ژاپن را می‌توان در آثار دانشمندان کنفوسیوسی قرن ۱۷ میلادی، یامازاکی آنسای و یاماگا سوکو جستجو کرد که در مورد تقدس خاندان امپراتوری ژاپن (دودمان یاماتو) و برتری آن نسبت به خاندان‌های حاکم سایر ملل مطالبی نوشتند. این ایده توسط دانشمند مکتب کوکوگاکو، موتوئوری نوریناگابه صورت نظریه وفاداری مطلق به امپراتور ژاپن (سوننو رون، نظریه حرمت‌گزاری به امپراتور) گسترش یافت، بدان معنا که باید وفاداری کمتری نسبت به شوگون‌سالاری توکوگاوا قائل شد.
پس از آن در سال ۱۸۲۵، دانشمند مکتب میتو، آیزاوا سیشیسای اصطلاح «سون‌نو جوئی» را در اثر خود وارد و معرفی کرد.